# DEFA (kanon)

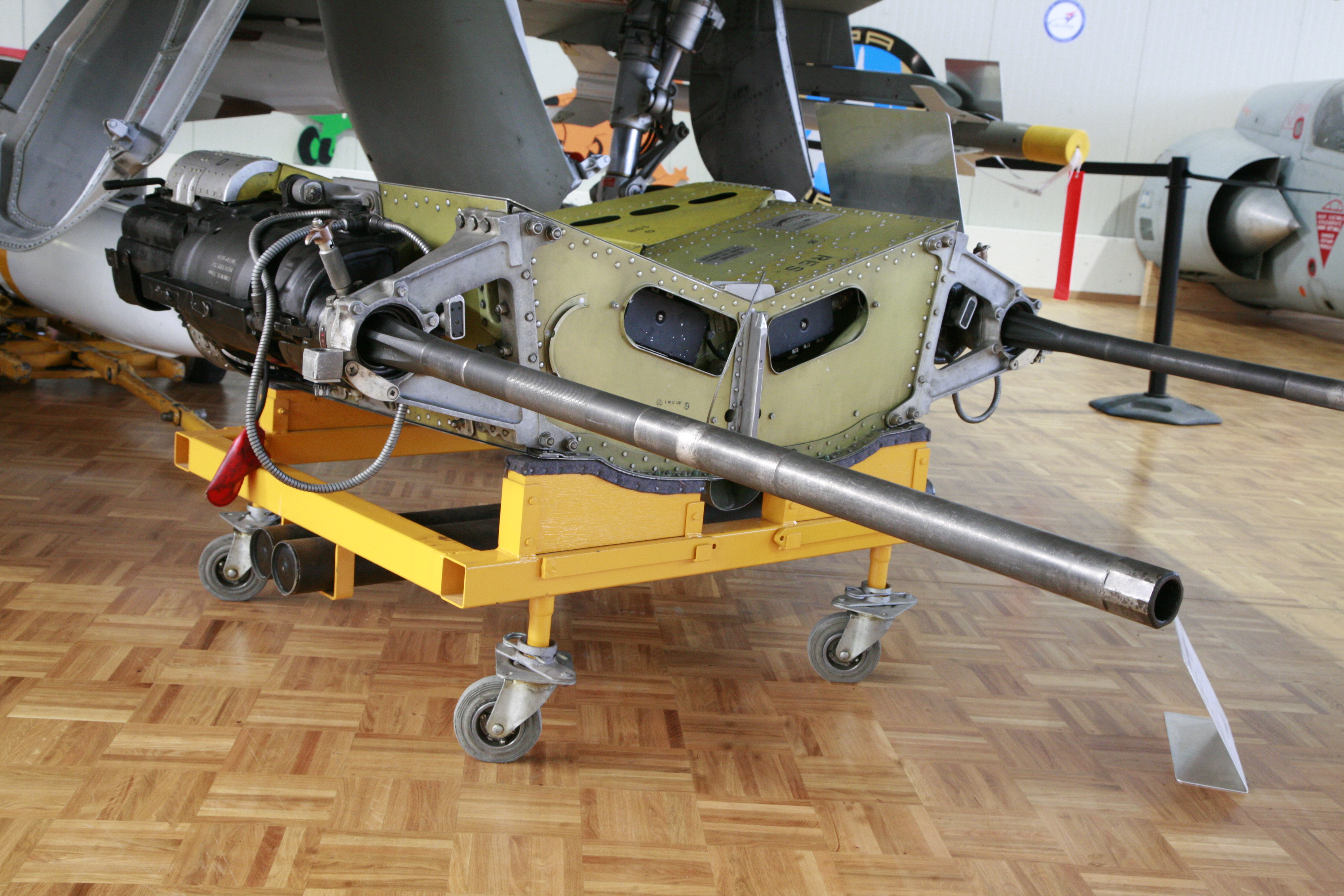
Kanony DEFA z letounu Dassault Mirage III

DEFA (Direction des Études et Fabrications d'Armement) je série rozšířených francouzských leteckých kanonů ráže 30 mm NATO.
První kanon DEFA 551 byl vyvinut na konci 40. let na základě německého Mauser MG 213C, který se nikdy nedostal do výroby, ale inspiroval kanon DEFA, podobný britský ADEN a menší americký M39. Kanon DEFA 552 byl vyráběn od roku 1954. V roce 1968 byla vyvinuta vylepšená verze Canon 550-F3, která se vyráběla od roku 1971 jako DEFA 553. V letounu Mirage 2000 se používá verze DEFA 554.
Ve francouzských službách jsou postupně nahrazovány novějšími kanóny GIAT 30.